# Zona económica exclusiva

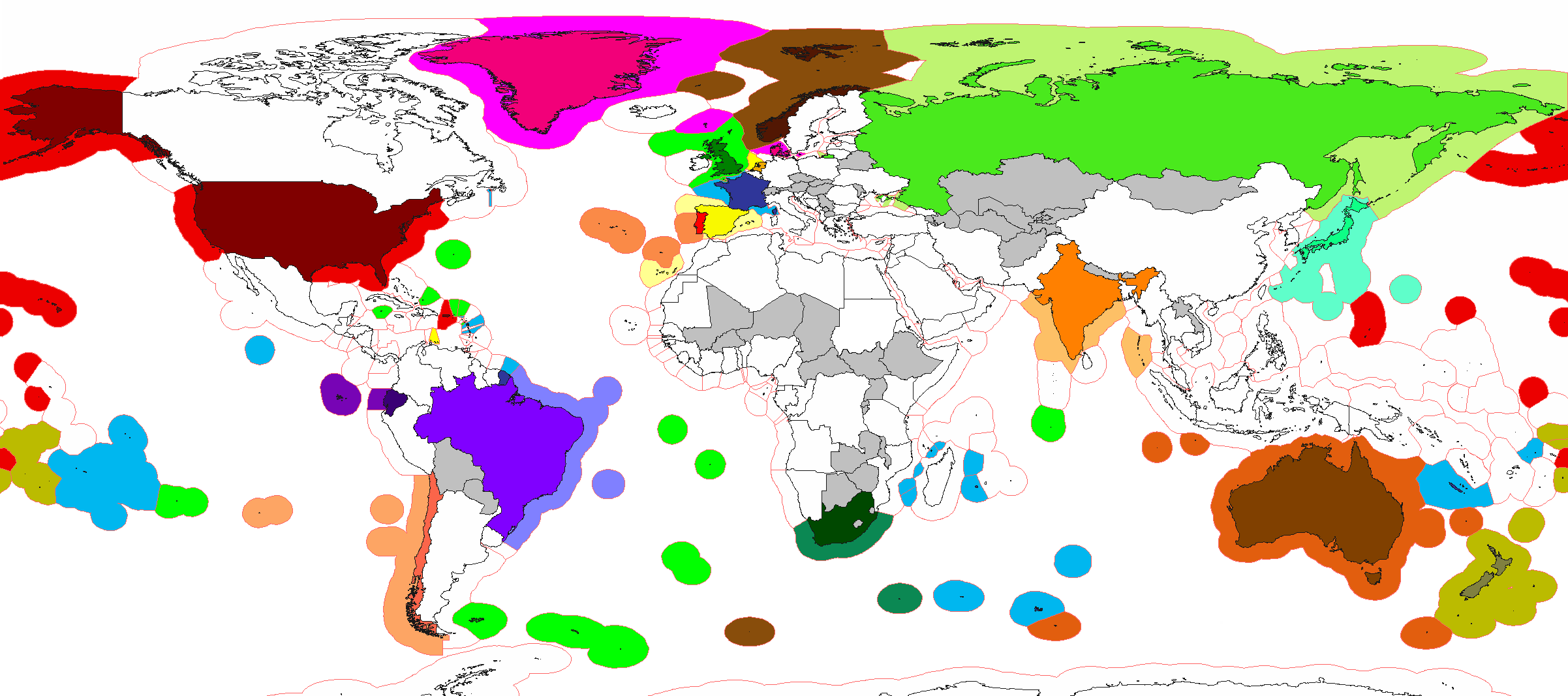
Zonas econômicas exclusivas ao redor do mundo

Zona Econômica Exclusiva

De acordo com a Convenção das Nações Unidas sobre o Direito do Mar, os países costeiros têm direito a declarar uma zona económica (português europeu) ou econômica (português brasileiro) exclusiva (ZEE) de espaço marítimo para além das suas águas territoriais, na qual têm prerrogativas na utilização dos recursos, tanto vivos como não-vivos, e responsabilidade na sua gestão ambiental.
A ZEE é delimitada, em princípio, por uma linha situada a 200 milhas marítimas da costa, mas pode ter uma extensão maior, de acordo com a da plataforma continental. A ZEE separa as águas nacionais das águas internacionais. No Atlântico Sul, além do Brasil, outros três países possuem grandes áreas marítimas do tipo Zona Econômica Exclusiva: a Argentina, a África do Sul e o Reino Unido. A França possui ainda uma pequena ZEE correspondente às 200 milhas da Guiana Francesa e a Noruega ainda tem a possessão das Ilhas Bouvet, próxima à Antártida. Outros países com ZEEs consideráveis na região são Namíbia e Angola. A Namíbia tem uma Zona Econômica Exclusiva de 581 641 km² e Angola de 518 433 km².
Muitas das atuais disputas internacionais pelo controle ou soberania de ilhas remotas, rochedos ou pequenos atóis, não são necessariamente motivadas pelo controle da área superficial da ilha ou arquipélago em questão, mas pela localização estratégica destes pontos em termos geopolíticos ou à abundância de riquezas naturais (pesca, petróleo) na área marítima adjacente, que pode vir a compor uma grande Zona Econômica Exclusiva. São esses motivos que explicam o fato de que quase todas as ilhas oceânicas e remotas se encontram sob a soberania de um determinado país, mesmo apesar de muitas delas serem desabitadas e sem haver nenhum tipo de potencial econômico aparente. As únicas exceções, são apenas as ilhas situadas ao sul do Paralelo 60 S, que se encontram protegidas pelo Tratado da Antártida.
A Antártida é atualmente o único continente onde não existem ZEEs, já que o Tratado da Antártida proíbe a exploração econômica predatória exclusiva no continente. Entretanto, há diversas reivindicações territoriais na Antártida que implicariam possíveis ZEEs ao redor do continente, mas estas disputas estão congeladas devido à vigência do tratado.

## Por país

### África do Sul

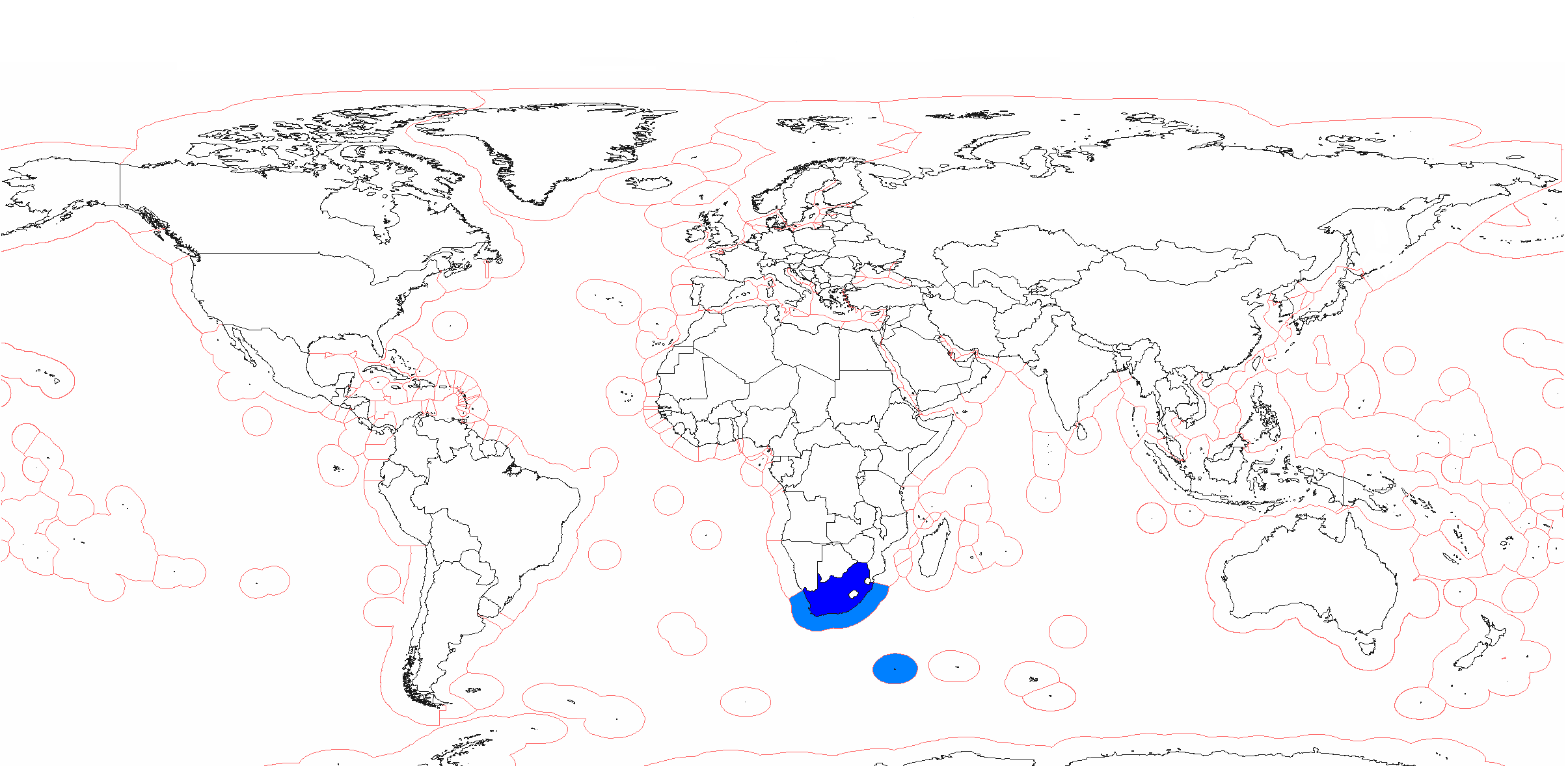
Zona Econômica Exclusiva da África do Sul

A ZEE sul-africana inclui o mar ao redor da área continental e da ilha de "Prince Edward", praticamente na passagem do Atlântico Sul para o Oceano Índico, totalizando 1 535 538 km².
- área contígua ao continente: 1 068 659 km²
- área ao redor das Ilhas do Príncipe Eduardo: 466 879 km²
- 1 535 538 km²

### Argentina

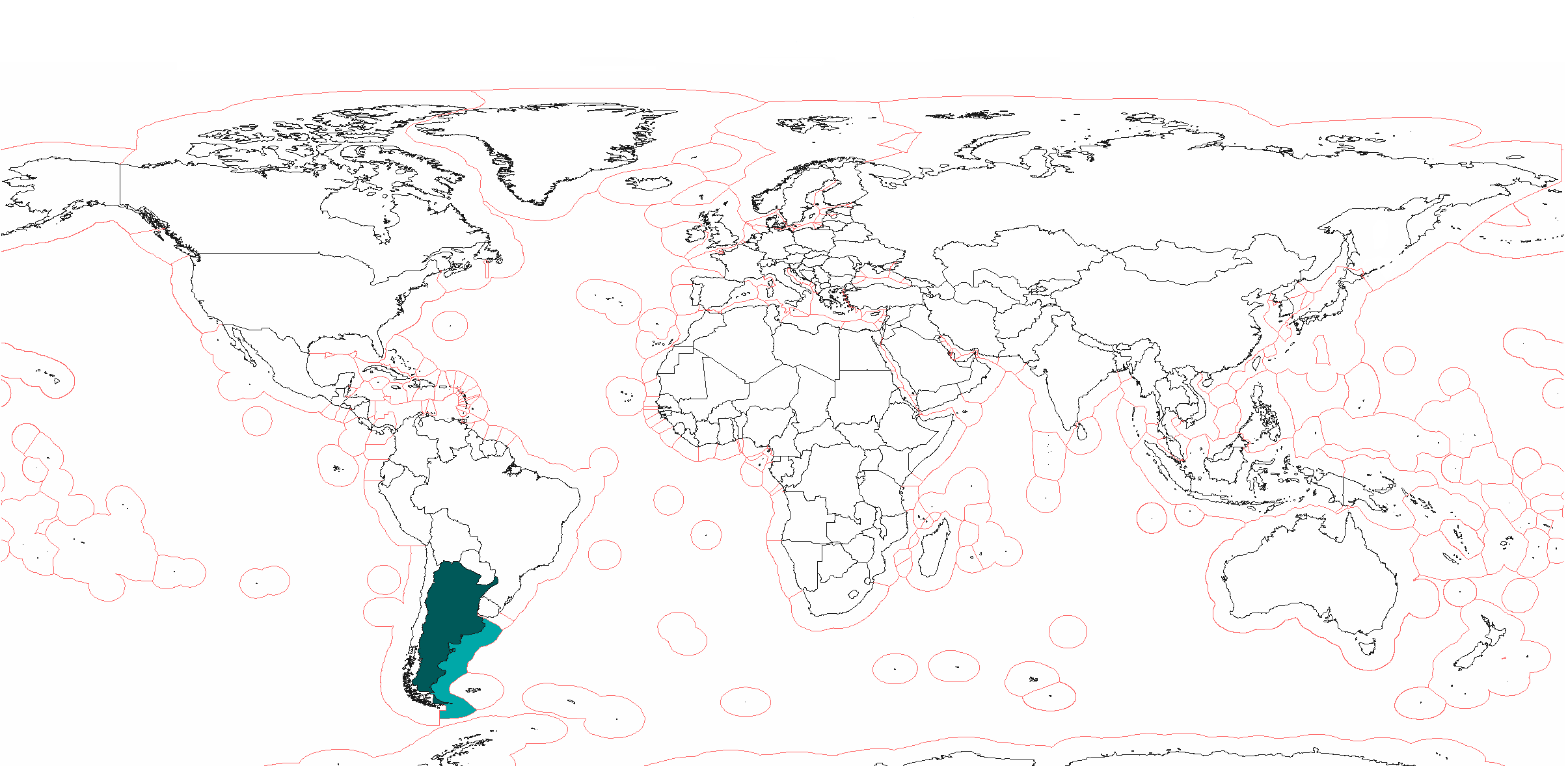
Zona Econômica Exclusiva da Argentina

A Argentina possui 1 159 063 km² de Zona Econômica Exclusiva em área marítima.
O país também disputa territórios com o Chile (na Terra do Fogo) e com o Reino Unido, com quem disputa a posse das Ilhas Geórgia do Sul e Sandwich do Sul e das Ilhas Malvinas (ver artigo Guerra das Malvinas).
A Argentina também tem reivindicações territoriais sobre trechos da Antártida próximos à América do Sul.
- 1 159 063 km²

### Austrália

ZEE da Austrália

A Austrália tem a terceira maior zona econômica exclusiva, atrás dos Estados Unidos e da França, mas à frente da Rússia, com uma área total que excede a de seu território. De acordo com a convenção da ONU, a ZEE da Austrália estende-se geralmente a 200 milhas náuticas (370 km) do litoral da Austrália e dos seus territórios externos, exceto quando existe um acordo de delimitação marítima com outro Estado.
A Comissão das Nações Unidas sobre os Limites da Plataforma Continental confirmou, em abril de 2008, os direitos da Austrália sobre mais 2,5 milhões de quilômetros quadrados de fundo do mar além dos limites da ZEE da Austrália.

### Brasil

Zona Econômica Exclusiva do Brasil

A zona econômica exclusiva do Brasil é uma área de 3 660 955 quilômetros quadrados que inclui as áreas contíguas aos arquipélagos brasileiros no Atlântico Sul. Esta região possui muitas riquezas e potencial de uso econômico de diversos tipos: a pesca, devido à enorme diversidade de espécies marítimas que residem nesta região; minerais metálicos e outros recursos minerais no subsolo marinho; enorme biodiversidade de espécies marítimas que residem nesta região; petróleo, como o encontrado na Bacia de Campos e no pré-sal (Bacia de Campos, Bacia de Santos e Bacia do Espírito Santo - a prospecção nestas áreas já corresponde a dois milhões de barris de petróleo por dia (90% da atual produção brasileira); aproveitamento de energia maremotriz e energia eólica em alto-mar ou offshore.
| ZEE                                  | Área (km2) |
| ------------------------------------ | ---------- |
| Continente                           | 2 400 917  |
| Fernando de Noronha                  | 363 362    |
| Arquipélago de São Pedro e São Paulo | 413 636    |
| Trindade e Martim Vaz                | 468 599    |
| Total                                | 3 646 514  |

### Canadá

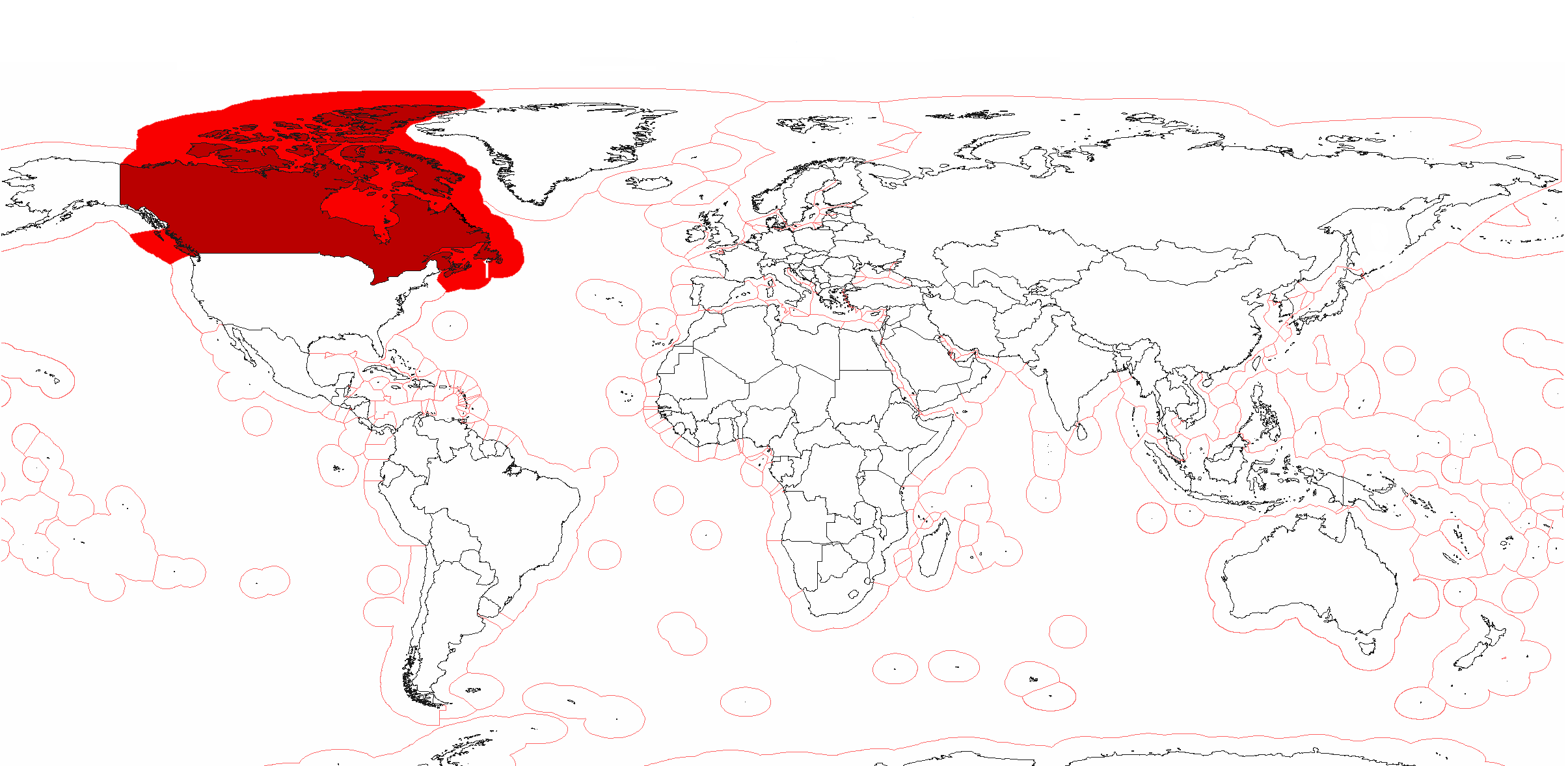
ZEE do Canadá

O Canadá é incomum na medida em que a sua zona econômica exclusiva, que abrange 2 755 564 km², é ligeiramente menor do que as suas águas territoriais.

### Chile

ZEE do Chile

A ZEE do Chile inclui as áreas ao redor das Ilhas Desventuradas, Ilha de Páscoa e Ilhas Juan Fernández.
| Região         | ZEE Área (km2) | Área terrestre | Total     |
| -------------- | -------------- | -------------- | --------- |
| Continente     | 1 975 760      | 755 757        | 2 731 517 |
| Desventuradas  | 449 836        |                |           |
| Páscoa         | 720 412        | 164            | 720 576   |
| Juan Fernandez | 502 524        |                |           |
| Total          | 3 648 532      | 755 921        | 4 404 453 |

### Estados Unidos

ZEE dos Estados Unidos

Os Estados Unidos têm a segunda maior ZEE do mundo, que cobre 11 351 000 km2. As áreas da ZEE estadunidense estão localizadas em três oceanos, no Golfo do México e no Mar do Caribe.
Os tamanhos dos componentes da ZEE dos Estados Unidos:
- Alasca – 3 770 021 km
- Havaí – Ilhas Northwest – 1 579 538 km
- Costa Leste – 915 763 km
- Havaí – Ilhas principais – 895 346 km
- Costa Oeste – 825 549 km
- Marianas Setentrionais – 749 268 km
- Costa do Golfo – 707 832 km
- Atol Johnston – 442 635 km
- Ilhas Howland e Baker – 434 921 km
- Ilha Wake – 407 241 km
- Samoa Americana – 404 391 km
- Atol Palmyra e Recife Kingman – 352 300 km
- Ilha Jarvis – 316 665 km
- Guam – 221 504 km
- Porto Rico – 177 685 km
- Ilhas Virgens Americanas – 33 744 km

### França

ZEE da França

| Região                      | ZEE        | Área territorial | Total      |
| --------------------------- | ---------- | ---------------- | ---------- |
| França Metropolitana        | 334 604    | 551 695          | 886 299    |
| Guiana Francesa             | 133 949    | 83 846           | 217 795    |
| Guadalupe                   | 95 978     | 1 628            | 97 606     |
| Martinica                   | 47 640     | 1 128            | 48 768     |
| Reunião                     | 315 058    | 2 512            | 317 570    |
| Polinésia Francesa          | 4 767 242  | 4 167            | 4 771 409  |
| São Pedro e Miquelão        | 12 334     | 242              | 12 576     |
| Maiote                      | 63 078     | 376              | 63 454     |
| Wallis e Futuna             | 258 269    | 264              | 258 533    |
| São Martinho                | 1 000      | 53               | 1 053      |
| São Bartolomeu              | 4 000      | 21               | 4 021      |
| Nova Caledônia              | 1 422 543  | 18,575           | 1 441 118  |
| Ilha de Clipperton          | 431 263    | 6                | 431 269    |
| Ilhas Crozet                | 574 558    | 352              | 574 910    |
| Ilhas Kerguelen             | 567,732    | 7,215            | 574,947    |
| Ilhas São Paulo e Amesterdã | 509 015    | 66               | 509 081    |
| Ilhas Esparsas              | 352 117    | 44               | 352 161    |
| Ilha Tromelin               | 270 455    | 1                | 270 456    |
| Total                       | 11 691 000 | 675 417          | 12 366 417 |

### Índia

ZEE da Índia

- Índia continental e Laquedivas, 1 641 514 km2
- Ilhas Andamão e Nicobar, 663 629 km2
- Total: 2 305 143 km2

O governo indiano quer aumentar sua ZEE para 350 milhas 

### Portugal

Zona económica exclusiva de Portugal

Segundo o Jornal de Defesa e Relações Internacionais (edição de 30 de Setembro de 2003), a ZEE portuguesa tem 1 727 408 km2 de extensão geográfica, o que corresponde a 1,25% de toda a área oceânica sob jurisdição de países. Os estudos de extensão da plataforma continental irão atribuir a Portugal a jurisdição de novo território marítimo, acrescentando de 240 000 quilómetros quadrados a 1,3 milhões de quilómetros quadrados, isto é, 14,9 vezes a área de Portugal Continental.
Com este acréscimo, Portugal passará a ter uma área total de 3 877 408 km² (cerca de 40 vezes a área de Portugal Continental, uma área comparável ao território da Índia - o sétimo maior país do mundo), o que fará desta ZEE a 10.ª maior do mundo, maior por exemplo que a ZEE do Brasil com 3 660 955 km².
- Portugal Continental 327 667 km²
- Açores 953 633 km²
- Madeira 446 108 km²
- Portugal: 1 727 408 km²

### Reino Unido

Zona Econômica Exclusiva do Reino Unido

- Grã-Bretanha e Irlanda do Norte: 764 071 km² (incluído Rockall, ilha disputada com Dinamarca, Irlanda e Islândia)
- Território Britânico do Oceano Índico (inclui Diego Garcia) 636.600 km²
- Ilha de Santa Helena 446 616 km²
- Ilha de Ascensão 443 844 km²
- Monserrate 8 247 km²
- Ilhas do Canal 6 517 km²
- Pitcairn 837 221 km²
- Tristão da Cunha 749 612 km²
- Santa Helena  446 616 km²
- Ilhas Virgens Britânicas 80 701 km²
- Gibraltar 331 km²
- Malvinas (n/d)
- Ilhas Geórgia do Sul e Sanduíche do Sul (n/d)
- Total (UK): 3 973 760 km²

Não estão incluídos nesta conta as reivindicações britânicas sobre a Antártica:
- Território Antártico Britânico.

### Rússia

ZEE da Rússia

- Kaliningrado (Mar Báltico) – 11 634 km
- São Petersburgo (Mar Báltico) – 12 759 km
- Mar de Barents – 1 308 140
- Mar Negro (sem a ZEE da Crimeia) – 66 854
- Pacífico – 3 419 202
- Sibéria – 3 277 292
- Total – 8 095 881 km2[8]

## Classificação por área
Esta lista inclui territórios dependentes com seus Estados soberanos (incluindo territórios desabitados), mas exclui reivindicações sobre a Antártica. ZEE+AIT é a zona econômica exclusiva (ZEE) mais a área interna total (AIT).
| País                            | ZEE km2    | Plataforma km2 | ZEE+AIT km2 |
| ------------------------------- | ---------- | -------------- | ----------- |
| França                          | 11.691.000 | 389.422        | 12.366.417  |
| Estados Unidos                  | 11.351.000 | 2.193.526      | 21.814.306  |
| Austrália                       | 8.505.348  | 2.194.008      | 16.197.464  |
| Rússia                          | 7.566.673  | 3.817.843      | 24.664.915  |
| Reino Unido                     | 6.805.586  | 722.891        | 7.048.486   |
| Indonésia                       | 6.159.032  | 2.039.381      | 8.063.601   |
| Canadá                          | 5.599.077  | 2.644.795      | 15.607.077  |
| Japão                           | 4.479.388  | 454.976        | 4.857.318   |
| Nova Zelândia                   | 4.083.744  | 277.610        | 4.352.424   |
| Chile                           | 3.681.989  | 252.947        | 4.431.381   |
| Brasil                          | 3.660.955  | 774.563        | 12.175.832  |
| Quiribáti                       | 3.441.810  | 7.523          | 3.442.536   |
| México                          | 3.269.386  | 419.102        | 5.141.968   |
| Estados Federados da Micronésia | 2.996.419  | 19.403         | 2.997.121   |
| Dinamarca                       | 2.551.238  | 495.657        | 4.761.811   |
| Papua-Nova Guiné                | 2.402.288  | 191.256        | 2.865.128   |
| Noruega                         | 2.385.178  | 434.020        | 2.770.404   |
| Índia                           | 2.305.143  | 402.996        | 5.592.406   |
| Ilhas Marshall                  | 1.990.530  | 18.411         | 2.008.941   |
| Portugal                        | 1.727.408  | 28.000         | 1.819.498   |
| Filipinas                       | 1.590.780  | 272.921        | 1.890.780   |
| Ilhas Salomão                   | 1.589.477  | 36.282         | 1.618.373   |
| África do Sul                   | 1.535.538  | 156.337        | 2.756.575   |
| Seicheles                       | 1.336.559  | 39.063         | 1.337.014   |
| Maurícia                        | 1.284.997  | 29.061         | 1.287.037   |
| Fiji                            | 1.282.978  | 47.705         | 1.301.250   |
| Madagascar                      | 1.225.259  | 101.505        | 1.812.300   |
| Argentina                       | 1.159.063  | 856.346        | 3.939.463   |
| Equador                         | 1.077.231  | 41.034         | 1.333.600   |
| Espanha                         | 1.039.233  | 77.920         | 1.545.225   |
| China                           | 960.556    | 231.340        | 10.557.517  |
| Maldivas                        | 923.322    | 34.538         | 923.622     |
| Peru                            | 906.454    | 82.000         | 2.191.670   |
| Somália                         | 825.052    | 55.895         | 1.462.709   |
| Colômbia                        | 808.158    | 53.691         | 1.949.906   |
| Cabo Verde                      | 800.561    | 5.591          | 804.594     |
| Islândia                        | 751.345    | 108.015        | 854.345     |
| Tuvalu                          | 749.790    | 3.575          | 749.816     |
| Vanuatu                         | 663.251    | 11.483         | 675.440     |
| Tonga                           | 659.558    | 8.517          | 660.305     |
| Bahamas                         | 654.715    | 106.323        | 668.658     |
| Palau                           | 603.978    | 2.837          | 604.437     |
| Moçambique                      | 578.986    | 94.212         | 1.380.576   |
| Marrocos                        | 575.230    | 115.157        | 1.287.780   |
| Costa Rica                      | 574.725    | 19.585         | 625.825     |
| Namíbia                         | 564.748    | 86.698         | 1.388.864   |
| Iêmen                           | 552.669    | 59.229         | 1.080.637   |
| Itália                          | 541.915    | 116.834        | 843.251     |
| Omã                             | 533.180    | 59.071         | 842.680     |
| Myanmar                         | 532.775    | 220.332        | 1.209.353   |
| Sri Lanka                       | 532.619    | 32.453         | 598.229     |
| Angola                          | 518.433    | 48.092         | 1.765.133   |
| Grécia                          | 505.572    | 81.451         | 637.529     |
| Coreia do Sul                   | 475.469    | 292.522        | 575.469     |
| Venezuela                       | 471.507    | 98.500         | 1.387.950   |
| Vietnã                          | 417.663    | 365.198        | 748.875     |
| Irlanda                         | 410.310    | 139.935        | 480.583     |
| Líbia                           | 351.589    | 64.763         | 2.111.129   |
| Cuba                            | 350.751    | 61.525         | 460.637     |
| Panamá                          | 335.646    | 53.404         | 411.163     |
| Malásia                         | 334.671    | 323.412        | 665.474     |
| Nauru                           | 308.480    | 41             | 308.501     |
| Guiné Equatorial                | 303.509    | 7.820          | 331.560     |
| Tailândia                       | 299.397    | 230.063        | 812.517     |
| Egito                           | 263.451    | 61.591         | 1.265.451   |
| Turquia                         | 261.654    | 56.093         | 1.045.216   |
| Jamaica                         | 258.137    | 9.802          | 269.128     |
| República Dominicana            | 255.898    | 10.738         | 304.569     |
| Libéria                         | 249.734    | 17.715         | 361.103     |
| Honduras                        | 249.542    | 68.718         | 362.034     |
| Tanzânia                        | 241.888    | 25.611         | 1.186.975   |
| Paquistão                       | 235.999    | 51.383         | 1.117.911   |
| Gana                            | 235.349    | 22.502         | 473.888     |
| Arábia Saudita                  | 228.633    | 107.249        | 2.378.323   |
| Nigéria                         | 217.313    | 42.285         | 1.141.081   |
| Serra Leoa                      | 215.611    | 28.625         | 287.351     |
| Gabão                           | 202.790    | 35.020         | 470.458     |
| Barbados                        | 186.898    | 426            | 187.328     |
| Costa do Marfim                 | 176.254    | 10.175         | 498.717     |
| Irã                             | 168.718    | 118.693        | 1.797.468   |
| Mauritânia                      | 165.338    | 31.662         | 1.190.858   |
| Camarões                        | 163.752    | 1.526          | 165.987     |
| Suécia                          | 160.885    | 154.604        | 602.255     |
| Senegal                         | 158.861    | 23.092         | 355.583     |
| Países Baixos                   | 154.011    | 77.246         | 192.345     |
| Ucrânia                         | 147.318    | 79.142         | 750.818     |
| Uruguai                         | 142.166    | 75.327         | 318.381     |
| Guiana                          | 137.765    | 50.578         | 352.734     |
| Coreia do Norte                 | 132.826    | 54.566         | 253.364     |
| São Tomé e Príncipe             | 131.397    | 1.902          | 132.361     |
| Samoa                           | 127.950    | 2.087          | 130.781     |
| Suriname                        | 127.772    | 53.631         | 291.592     |
| Haiti                           | 126.760    | 6.683          | 154.510     |
| Argélia                         | 126.353    | 9.985          | 2.508.094   |
| Nicarágua                       | 123.881    | 70.874         | 254.254     |
| Guiné-Bissau                    | 123.725    | 39.339         | 159.850     |
| Quênia                          | 116.942    | 11.073         | 697.309     |
| Guatemala                       | 114.170    | 14.422         | 223.059     |
| Antígua e Barbuda               | 110.089    | 4.128          | 110.531     |
| Tunísia                         | 101.857    | 67.126         | 265.467     |
| Chipre                          | 98.707     | 4.042          | 107.958     |
| El Salvador                     | 90.962     | 16.852         | 112.003     |
| Finlândia                       | 87.171     | 85.109         | 425.590     |
| Bangladesh                      | 86.392     | 66.438         | 230.390     |
| Taiwan                          | 83.231     | 43.016         | 119.419     |
| Eritrea                         | 77.728     | 61.817         | 195.328     |
| Trinidad e Tobago               | 74.199     | 25.284         | 79.329      |
| Timor-Leste                     | 70.326     | 25.648         | 85.200      |
| Sudão                           | 68.148     | 19.827         | 1.954.216   |
| Camboja                         | 62.515     | 62.515         | 243.550     |
| Guiné                           | 59.426     | 44.755         | 305.283     |
| Croácia                         | 59.032     | 50.277         | 115.626     |
| Emirados Árabes Unidos          | 58.218     | 57.474         | 141.818     |
| Alemanha                        | 57.485     | 57.485         | 414.599     |
| Malta                           | 54.823     | 5.301          | 55.139      |
| Estônia                         | 36.992     | 36.992         | 82.219      |
| São Vicente e Granadinas        | 36.302     | 1.561          | 36.691      |
| Belize                          | 35.351     | 13.178         | 58.317      |
| Bulgária                        | 34.307     | 10.426         | 145.186     |
| Benim                           | 33.221     | 2.721          | 145.843     |
| Catar                           | 31.590     | 31.590         | 43.176      |
| República do Congo              | 31.017     | 7.982          | 373.017     |
| Polônia                         | 29.797     | 29.797         | 342.482     |
| Dominica                        | 28.985     | 659            | 29.736      |
| Letônia                         | 28.452     | 27.772         | 93.011      |
| Granada                         | 27.426     | 2.237          | 27.770      |
| Israel                          | 26.352     | 3.745          | 48.424      |
| Romênia                         | 23.627     | 19.303         | 262.018     |
| Gâmbia                          | 23.112     | 5.581          | 34.407      |
| Geórgia                         | 21.946     | 3.243          | 91.646      |
| Líbano                          | 19.516     | 1.067          | 29.968      |
| Camarões                        | 16.547     | 11.420         | 491.989     |
| Santa Lúcia                     | 15.617     | 544            | 16.156      |
| Albânia                         | 13.691     | 6.979          | 42.439      |
| Togo                            | 12.045     | 1.265          | 68.830      |
| Kuwait                          | 11.026     | 11.026         | 28.844      |
| Síria                           | 10.503     | 1.085          | 195.683     |
| Bahrain                         | 10.225     | 10.225         | 10.975      |
| Brunei                          | 10.090     | 8.509          | 15.855      |
| São Cristóvão e Nevis           | 9.974      | 653            | 10.235      |
| Montenegro                      | 7.745      | 3.896          | 21.557      |
| Djibouti                        | 7.459      | 3.187          | 30.659      |
| Lituânia                        | 7.031      | 7.031          | 72.331      |
| Bélgica                         | 3.447      | 3.447          | 33.975      |
| República Democrática do Congo  | 1.606      | 1.593          | 2.346.464   |
| Singapura                       | 1.067      | 1.067          | 1.772       |
| Iraque                          | 771        | 771            | 439.088     |
| Mônaco                          | 288        | 2              | 290         |
| Palestina                       | 256        | 256            | 6.276       |
| Eslovênia                       | 220        | 220            | 20.493      |
| Jordânia                        | 166        | 59             | 89.508      |
| Bósnia e Herzegovina            | 50         | 50             | 51.259      |
| Cazaquistão                     |            |                | 2.724.900   |
| Mongólia                        |            |                | 1.564.100   |
| Chade                           |            |                | 1.284.000   |
| Níger                           |            |                | 1.267.000   |
| Mali                            |            |                | 1.240.192   |
| Etiópia                         |            |                | 1.104.300   |
| Bolívia                         |            |                | 1.098.581   |
| Zâmbia                          |            |                | 752.612     |
| Afeganistão                     |            |                | 652.090     |
| República Centro-Africana       |            |                | 622.984     |
| Sudão do Sul                    |            |                | 619.745     |
| Botswana                        |            |                | 582.000     |
| Turcomenistão                   |            |                | 488.100     |
| Uzbequistão                     |            |                | 447.400     |
| Paraguai                        |            |                | 406.752     |
| Zimbabwe                        |            |                | 390.757     |
| Burkina Faso                    |            |                | 274.222     |
| Uganda                          |            |                | 241.038     |
| Laos                            |            |                | 236.800     |
| Belarus                         |            |                | 207.600     |
| Quirguistão                     |            |                | 199.951     |
| Nepal                           |            |                | 147.181     |
| Tadjiquistão                    |            |                | 143.100     |
| Malawi                          |            |                | 118.484     |
| Hungria                         |            |                | 93.028      |
| Azerbaijão                      |            |                | 86.600      |
| Áustria                         |            |                | 83.871      |
| Tchéquia                        |            |                | 78.867      |
| Sérvia                          |            |                | 77.474      |
| Eslováquia                      |            |                | 49.035      |
| Suíça                           |            |                | 41.284      |
| Butão                           |            |                | 38.394      |
| Moldávia                        |            |                | 33.846      |
| Lesoto                          |            |                | 30.355      |
| Armênia                         |            |                | 29.743      |
| Burundi                         |            |                | 27.834      |
| Rwanda                          |            |                | 26.338      |
| Macedônia                       |            |                | 25.713      |
| Suazilândia                     |            |                | 17.364      |
| Kosovo                          |            |                | 10.887      |
| Luxemburgo                      |            |                | 2.586       |
| Andorra                         |            |                | 468         |
| Liechtenstein                   |            |                | 160         |
| San Marino                      |            |                | 61          |
| Vaticano                        |            |                | 0,44        |